# Takai-Dualität
Takai-Dualität, benannt nach Hiroshi Takai, ist ein Konzept aus dem mathematischen Teilgebiet der Funktionalanalysis. Ist {\displaystyle (A,G,\alpha )} ein C*-dynamisches System mit einer abelschen, lokalkompakten Gruppe, so operiert die Dualgruppe auf  {\displaystyle A\ltimes _{\alpha }\!G} derart, dass man die C*-Algebra {\displaystyle A} bis auf Tensorierung mit den kompakten Operatoren aus {\displaystyle A\ltimes _{\alpha }\!G} zurückgewinnen kann.

## Die duale Operation
Es sei {\displaystyle (A,G,\alpha )} ein C*-dynamisches System mit einer abelschen, lokalkompakten Gruppe {\displaystyle G}. Dann gibt es dazu die Dualgruppe {\displaystyle {\hat {G}}} der stetigen Gruppenhomomorphismen {\displaystyle G\rightarrow \{z\in \mathbb {C} ;\,|z|=1\}}, die mit der Topologie der kompakten Konvergenz wieder eine abelsche, lokalkompakte Gruppe ist.
Weiter sei {\displaystyle K(A,G,\alpha )} die in {\displaystyle A\ltimes _{\alpha }\!G} dicht liegende Faltungsalgebra der stetigen Funktionen {\displaystyle G\rightarrow A} mit kompaktem Träger.
Für {\displaystyle \chi \in {\hat {G}}} sei
{\displaystyle {\hat {\alpha }}_{\chi }:K(A,G,\alpha )\rightarrow K(A,G,\alpha ),\,({\hat {\alpha }}_{\chi }(x))(t):=\chi (t)x(t)}, wobei {\displaystyle x\in K(A,G,\alpha ),t\in G}.
Dann lässt sich {\displaystyle {\hat {\alpha }}_{\chi }} zu einem ebenso bezeichneten Automorphismus auf {\displaystyle A\ltimes _{\alpha }\!G} ausdehnen und {\displaystyle \chi \mapsto {\hat {\alpha }}_{\chi }} ist ein Gruppenhomomorphismus von der Dualgruppe {\displaystyle {\hat {G}}} in die Automorphismengruppe von {\displaystyle A\ltimes _{\alpha }\!G}, der {\displaystyle (A\ltimes _{\alpha }\!G,{\hat {G}},{\hat {\alpha }})} zu einem C*-dynamischen System macht, das man das duale C*-dynamische System nennt.

## Dualitätssatz von Takai
Es sei {\displaystyle (A,G,\alpha )} ein C*-dynamisches System mit einer abelschen, lokalkompakten Gruppe {\displaystyle G} und {\displaystyle (A\ltimes _{\alpha }\!G,{\hat {G}},{\hat {\alpha }})} sei das duale C*-dynamische System. Ist {\displaystyle K(L^{2}(G))} die C*-Algebra der kompakten Operatoren über dem Hilbertraum {\displaystyle L^{2}(G)} der bzgl. des Haarmaßes quadratintegrierbaren Funktionen, so ist {\displaystyle (A\ltimes _{\alpha }\!G)\ltimes _{\hat {\alpha }}{\hat {G}}\cong A\otimes K(L^{2}(G))}.

## Bemerkungen
Dies ist eine Analogie zur auf Takesaki zurückgehenden Dualität für W*-dynamischen Systeme. Die Tensorierung mit der vollen Operatorenalgebra für Von-Neumann-Algebren ist bei der hier vorgestellten Takai-Dualität durch das Tensorieren mit der C*-Algebra der kompakten Operatoren ersetzt.
Ist {\displaystyle L^{2}(G)} separabel, zum Beispiel wenn {\displaystyle G} abzählbar unendlich und diskret ist, so ist {\displaystyle K(L^{2}(G))} isomorph zur C*-Algebra der kompakten Operatoren über dem Folgenraum {\displaystyle \ell ^{2}}. Man nennt zwei C*-Algebren {\displaystyle A} und {\displaystyle B} stabil-isomorph, wenn {\displaystyle A\otimes K(\ell ^{2})\cong B\otimes K(\ell ^{2})}. Der Satz über die Takei-Dualität sagt somit, dass das Kreuzprodukt des zu {\displaystyle (A,G,\alpha )} dualen C*-dynamischen Systems stabil-isomorph zu {\displaystyle A} ist.
Ist {\displaystyle G} eine endliche Gruppe der Ordnung {\displaystyle n}, so ist {\displaystyle K(L^{2}(G))\cong K(\mathbb {C} ^{n})\cong M_{n}(\mathbb {C} )} und daher {\displaystyle (A\ltimes _{\alpha }\!G)\ltimes _{\hat {\alpha }}{\hat {G}}\cong M_{n}(A)}. Insbesondere folgt bis auf Isomorphie {\displaystyle A\ltimes _{\alpha }\!G\subset M_{n}(A)} und man erhält eine handliche Realisierung des Kreuzproduktes als Unteralgebra einer Matrizenalgebra.
Ist als konkretes Beispiel {\displaystyle G=\mathbb {Z} _{2}=\{0,1\}} die zweielementige Gruppe, so ist {\displaystyle \alpha _{0}=\mathrm {id} _{A}} und {\displaystyle \alpha _{1}\in \mathrm {Aut} (A)} ein Automorphismus mit {\displaystyle \alpha _{1}\circ \alpha _{1}=\mathrm {id} _{A}}. Man erhält mit obiger Isomorphie
{\displaystyle A\ltimes _{\alpha }\!\mathbb {Z} _{2}\cong \left\{{\begin{pmatrix}a&b\\\alpha _{1}(b)&\alpha _{1}(a)\end{pmatrix}}|a,b\in A\right\}\subset M_{2}(A)}.
Um dann daraus {\displaystyle M_{2}(A)} zu erhalten, muss man nach obigem Satz die duale Operation {\displaystyle {\hat {\alpha }}} von {\displaystyle {\hat {\mathbb {Z} _{2}}}=\mathbb {Z} _{2}=\{0,1\}} auf {\displaystyle A\ltimes _{\alpha }\!\mathbb {Z} _{2}} betrachten. {\displaystyle {\hat {\alpha }}_{0}} ist natürlich die Identität auf dem Kreuzprodukt und
{\displaystyle {\hat {\alpha }}_{1}({\begin{pmatrix}a&b\\\alpha _{1}(b)&\alpha _{1}(a)\end{pmatrix}})={\begin{pmatrix}a&-b\\-\alpha _{1}(b)&\alpha _{1}(a)\end{pmatrix}}}.
Wendet man darauf dieselbe Einbettung in die Matrizenalgebra {\displaystyle M_{2}(A\ltimes _{\alpha }\!\mathbb {Z} _{2})} an, erhält man insgesamt eine Unteralgebra von {\displaystyle M_{4}(A)}, von der man zeigen kann, dass sie zu {\displaystyle M_{2}(A)} isomorph ist.